# 梅崎太造
梅崎 太造（うめざき たいぞう、1959年7月3日 - ）は、日本の工学者、実業家。
名古屋工業大学大学院情報工学専攻 教授、中部大学大学院 客員教授、2015年4月より東京大学大学院情報学環 特任教授、株式会社梅テックホールディングス 取締役、合同会社3Dragons CTO。専門は音声・画像情報処理工学、3次元形状計測、リハビリテーション工学。

## 略歴
1959年長崎県生まれ。
1980年　佐世保工業高等専門学校電気工学科卒業
1982年　豊橋技術科学大学情報工学科卒業
1984年　同大大学院修士課程修了
1987年　名古屋大学助手
1987年　名古屋大学大学院博士後期課程満期退学
1990年　中部大学講師
1992年　中部大学助教授
1993～94年　カーネギーメロン大学客員研究員
1999年　中部大学教授
2003年　名古屋工業大学大学院教授
2015～20年　東京大学大学院特任教授
2019年　名古屋工業大学名誉教授，中部大学教授
工学博士。

## 受賞歴
- 2006年 グッドデザイン賞受賞
- 2008年 産学官連携功労者表彰科学技術政策担当大臣賞受賞